# Csenger
Csenger là một thành phố thuộc hạt Szabolcs-Szatmár-Bereg, Hungary. Thành phố này có diện tích 36,16 km², dân số năm 2010 là 4785 người, mật độ 132 người/km².